# رانيا برغوث
رانيا برغوث (11 يناير 1968 -) إعلامية لبنانية تحمل الجنسية البريطانية.

## مشوارها المهني
درست المسرح ،دخلت تلفزيون لبنان عن طريق الصدفة حيث قدمت الاخبار باللغة الإنجليزية. وبعد فترة قصيرة تلقت عرضا من إم بي سي التي كانت في بحث عن وجه عربي وسافرت إلى لندن للعمل في قسم الأخبار ثم المنوعات بدأت مسيرتها الإعلامية الفعلية عام 1990 من خلال مركز تلفزيون الشرق الأوسط حيث قامت بتقديم برامج المنوعات، على قناة ام بي سي 1 تعرضت بعد ذلك لعدد من الظروف القاسية حيث توفيت والدتها بعد معانتها مع مرض السرطان ثم تعرض والدها للقتل  مما سبب لها ظروف نفسية قاسية أثَّرت على ظهورها في الإعلام فترة من الزمن
عام 2002 غادرت المحطة نتيجة لاختلاف في وجهات النظر وخلاف مع بعض المسؤولين عن إدارة المحطة في لندن وكذلك في مكتب بيروت إنتقلت إلى تلفزيون قطر لفترة مؤقته حيث قدمت برنامجا يوميا خلال فترة مهرجان الأغنية العربية الثالث،ثم عادت ثانية لام بي سي 1  عام 2004 برنامج كلام نواعم الذي بدأت في الظهور فيه في موسمه الثاني حتى العام 2016 تقدمت بعدها باستقالتها للتفرع لعملها المسرحي

### ألقاب
أظهرت الإحصاءات الرسمية في أغسطس 2009 أنها قد نالت لقب أكثر الإعلاميات تأثيرا في العالم العربي .
قدمت برنامج هذا انا عام 2011 لموسم واحد لكنها عادت إلى برنامج كلام نواعم
شركة لوريال باريس اختارت رانيا كأول سفيرة لها في العالم العربي وكذلك الأمر مع شركة يونيليفر العالمية التي تمثل رانيا الوجه الإعلاني لمنتجها اومو كما اختيرت من الشخصيات الأقوى عربيا من حيث التأثير الإيجابي على صفحات التواصل الاجتماعي.

### نشاطات
أسست شركة r*stars talent management التي تتبنى المواهب العربية وتمرنها كما أنها تعتبر شركتها جسر يوصل ما بين الموهبة والاحتراف، كما افتتحتأول مركز في الشرق الأوسط للأطفال واليافعين لتدريبهم في فنون المسرح على انواعه.
عام 2017 أطلقت سهرة The Awards (تحضّره شركة first class awards) ا وتم تكريم مجموعة وجوه معروفة.
 عام ]2016 قامت إافتتاح مسرح أريسكو بالاس بحلّة جديدة، بعد أن أعادت ترميمه وتجهيزه ليُصبح باسم The Palace، بعد انفجار المرفأ عام ٢٠٢٠ في بيروت، عادت رانيا إلى لندن وهي الآن شريكة في شركة GlobalCom Mena حيث تشارك في تأسيس منصة Project NXT المملوكة لشركة RUTD في مصر. تخطط رانيا للعودة إلى البلاد العربية لإدارة المحتوى الإبداعي للمنصة والتي ترأسها الفنانة يسرا ويشارك فيها فنانين من شتى انحاء العالم العربي والذين يشاركون تجاربهم مع المشتركين في المنصة من خلال ال Master classes والمسابقات والورش التعليمية

### حياتها الأسرية
والدها الدكتور سمير برغوت ووالدتها مهيبة الصلح،لديها ثلاثة أشقاء هشام ديالا ودانيا تزوجت للمرة الأولى من المصري إيهاب عزت وأسست معه شركة إنتاج برامج «رانية ميديا إنترناشونال برودكشنز» وانفصلا ، رزقت منه بابنتين جوانا وليانا

## البرامج التي قدمتها
| البرنامج                      | عرض على     | العام     |
| ----------------------------- | ----------- | --------- |
| "العالم سينما"                | إم بي سي    | 1990      |
| "صحتك بالدنيا"                | إم بي سي    | 1991      |
| "اخترنا لكم"                  | إم بي سي    | 1992      |
| "ما يطلبه المشاهدون"          | إم بي سي    | 1993-1997 |
| توت توت عبيروت                | إم بي سي    | 2001      |
| مهرجان الأغنية العربية الثالث | تلفزيون قطر | 2002      |
| كلام نواعم                    | إم بي سي    | 2004-2016 |
| من جديد                       | إم بي سي    | 2009      |
| هذا انا                       | إم بي سي    | 2011-2012 |

## جوائز
- جائزة أفضل برنامج جماهيري على مدى أربعة أعوام متواصلة[15]
- جائزة أفضل مذيعة عربية عن برنامج ما يطلبه المشاهدون[4]

## وصلات خارجية
- لقاء مع رانيا برغوث
- رانيا برغوث تحلم بلقاء إوبرا